# Ermogene Gnocchi

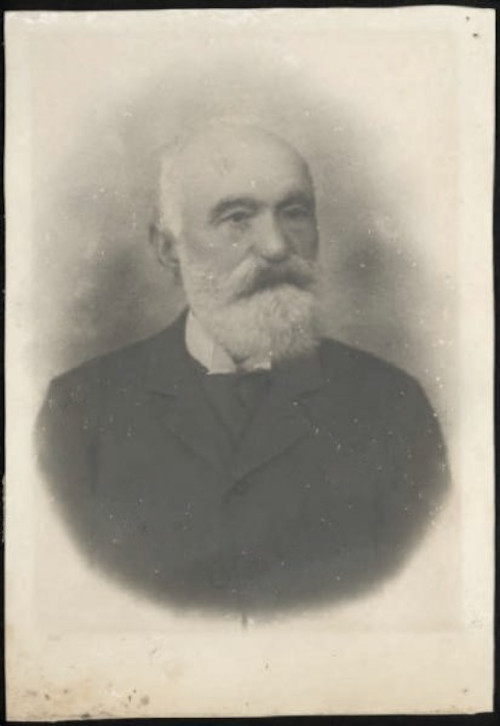
Ermogene Gnocchi

Ermogene Gnocchi (Ostiglia, 18 gennaio 1819 – Mantova, 5 marzo 1901) è stato un patriota italiano, partecipò alla Spedizione dei Mille di Garibaldi.

## Biografia
Partecipò a tutte le guerre d'indipendenza italiane. Combatté nel 1848-1849 prima nel Corpo Volontari Italiani poi nell'esercito piemontese. Fu garibaldino nel 1859, quindi nei Cacciatori delle Alpi combattendo in Lombardia, distinguendosi nella battaglia di Treponti del 15 giugno 1859 dove rimase ferito. Nel 1860 fece parte della Spedizione dei Mille e si distinse nella battaglia di Calatafimi del 15 maggio 1860. Nel 1862 passò nell'Esercito Italiano.